# Tefal

Logo

Tefal S.A.S. mit Sitz in Geislingen an der Steige ist ein 1956 in Frankreich gegründeter Hersteller für Kochgeschirr und Haushaltskleingeräte, der seit 1968 zur weltweit agierenden Groupe SEB gehört.

## Name
Der Name ist ein Kurzwort aus Teflon und Aluminium. Tefal war in Europa der erste Hersteller von Pfannen mit Antihaftbeschichtung und weltweit Vorreiter bei der Vermarktung von teflonbeschichteten Kochutensilien an Endverbraucher. In einigen Ländern wie zum Beispiel den USA firmiert das Unternehmen unter T-fal, da der Teflon-Entwickler DuPont eine zu große Namensähnlichkeit zwischen Teflon und Tefal sah.

## Geschichte
Der Ingenieur Marc Grégoire entwickelte 1954 ein Verfahren, um Teflon (PTFE) auf Aluminiumscheiben aufzubringen. Mit seiner Frau stellte er ab 1955 Teflon-beschichtete Aluminium-Pfannen in Heimarbeit her und vertrieb sie an Küchenchefs. Die Teflon-Beschichtung verbessert die Eigenschaften von Pfannen: Bratgut lässt sich besser vom Pfannenboden lösen und die Reinigung ist einfacher. Das Geschäft mit den Pfannen war so erfolgreich, dass Grégoire 1956 das Unternehmen Tefal gründete und damit begann, beschichtete Pfannen industriell zu produzieren.
In den folgenden Jahren wuchs die Marke stetig und ist seitdem zusätzlich  im Bereich Elektrokleingeräte, Personenwaagen und Schnellkochtöpfe aktiv. 1968 übernahm die Groupe SEB das Unternehmen und führte die Marke Tefal weiter.
Tefal ist weltweit (120 Länder) vertreten. Der Schwerpunkt des Vertriebs ist in Europa.

## Marketing
Für die Vermarktung einzelner Tefal-Produktlinien arbeitet SEB mit prominenten Köchen zusammen. So wirbt der britische Koch Jamie Oliver seit 2004 für Produkte, z. B. die „Jamie Oliver Professional Series by Tefal“. Der deutsche Koch Thomas Bühner entwickelte zusammen mit Tefal die Thomas Bühner Induction-Serie.